# Lake Henry (Minnesota)
Lake Henry es una ciudad ubicada en el condado de Stearns en el estado estadounidense de Minnesota. En el Censo de 2010 tenía una población de 103 habitantes y una densidad poblacional de 195,9 personas por km².

## Geografía
Lake Henry se encuentra ubicada en las coordenadas 45°27′44″N 94°47′47″O / 45.46222, -94.79639. Según la Oficina del Censo de los Estados Unidos, Lake Henry tiene una superficie total de 0.53 km², de la cual 0.53 km² corresponden a tierra firme y (0%) 0 km² es agua.

## Demografía
Según el censo de 2010, había 103 personas residiendo en Lake Henry. La densidad de población era de 195,9 hab./km². De los 103 habitantes, Lake Henry estaba compuesto por el 100% blancos, el 0% eran afroamericanos, el 0% eran amerindios, el 0% eran asiáticos, el 0% eran isleños del Pacífico, el 0% eran de otras razas y el 0% pertenecían a dos o más razas. Del total de la población el 0% eran hispanos o latinos de cualquier raza.